# Les Tabous de...
Les Tabous de… est une émission animée et produite par Karine Le Marchand.
Elle propose de décrypter avec des spécialistes, des experts et des témoignages, les préjugés et interdits qui existent dans la société. Parmi les sujets traités l'homosexualité, le plaisir féminin, la prostitution, l'argent…
Elle fut déprogrammée en raison de ses audiences variables.